# Poligono nucleare di Semipalatinsk
Il poligono nucleare di Semipalatinsk (in russo Семипалатинский ядерный полигон?, Semipalatinski jaderny poligon; in kazako Семей полигоны?, Semey poligonı) era un'area dell'Unione Sovietica dedicata ai test di armi nucleari, situata nell'attuale Kazakistan. Il poligono è stato operativo dal 1949 fino alla dissoluzione dell'Unione Sovietica.

## Posizione
L'area del poligono si trova a circa 400 km ad est da Astana, l'attuale capitale kazaka, nonché a un centinaio di km ad ovest della città di Semej (Semipalatinsk) nel mezzo della steppa kazaka, per una superficie estesa di circa 18.000 km2.

## Storia del poligono

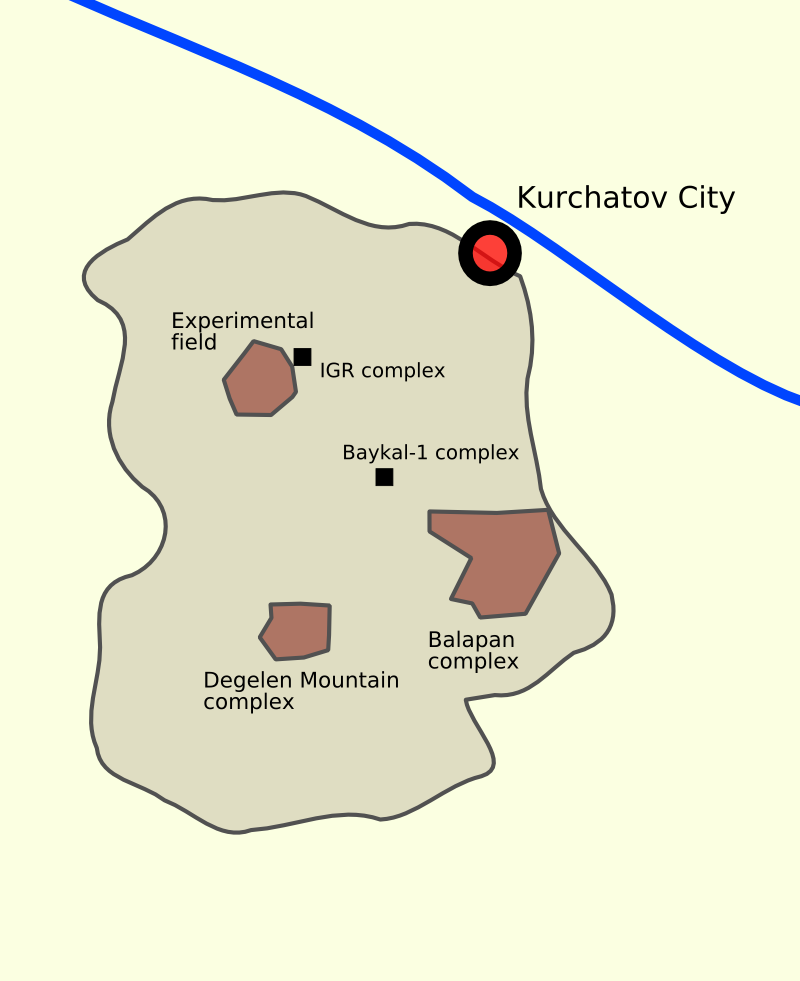
Mappa del poligono

Prima dello scoppio delle bombe atomiche di Hiroshima e Nagasaki, gli Stati Uniti avevano condotto un primo test di armi nucleari nel 1945, presso Alamogordo nello stato del Nuovo Messico. L'Unione Sovietica intraprese solo quattro anni più tardi il primo esperimento. Come sito venne appunto scelta l'area nelle immediate vicinanze della città di Kurčatov, dove peraltro venivano gestiti i test. In questa regione vennero eseguiti 496 test nucleari per scopi militari nel periodo 1949 - 1989.
L'area adibita ai test era inaccessibile e tenuta segreta dal governo sovietico. Nel periodo tra il 1949 e il 1962 vennero effettuate esplosioni per lo più in atmosfera o al suolo nella parte nord del poligono. In seguito si realizzarono i test perforando il terreno o all'interno di tunnel presso i rilievi montuosi Degelen.
Il 29 agosto 1991 venne definitivamente chiuso il poligono di Semipalatinsk.
Il 29 luglio 2000 venne fatto esplodere con oltre 100 tonnellate di tritolo l'ultimo tunnel del poligono.

## Aspetti sanitari
L'impatto delle radiazioni sulla popolazione delle aree abitate nelle vicinanze venne tenuto nascosto per diversi decenni dalle autorità sovietiche. Studi effettuati sul luogo a partire dalla chiusura del sito hanno mostrato come il fallout nucleare degli esperimenti abbia colpito in maniera diretta circa 200.000 abitanti. Inoltre sono stati evidenziati diversi casi di tumore nella popolazione, in particolare studi hanno dimostrato la correlazione tra l'esposizione a radiazioni e la malformazione della tiroide.